# 汪远孙
汪遠孫（1789年—1835年），字久也，號小米，浙江杭州府錢塘縣人，清朝政治人物、藏書家、作家。

## 生平
汪憲曾孫，汪諴之子。嘉慶二十一年（1816年）丙子科舉人，授內閣中書。丁父憂後即隱居鄉里，不再從政。家境富裕，好讀書，先世築有振綺堂，藏書甚多，好交游，在西湖邊建造“水北樓”，閒暇時與里中耆彥之輩集結樓中，稱為東軒吟社。元配梁端能詩文，註有《列女傳》。道光十五年（1835年）卒，享年四十七歲。著有《詩考補異》、《國語考異發正》、《古注漢書地理志校勘記》、《借間生詩集》等。卒後，胡敬作詩《挽汪小米中翰》（載胡敬《崇雅堂詩文集》）。